# Paolo Damiani
Paolo Damiani (* 26. März 1952 in Rom) ist ein italienischer Jazz-Bassist (Kontrabass, Cello) und Bigband-Leader.
1976 schloss er in Rom sein Architektur-Studium ab. Danach studierte er Komposition u. a. bei Bruno Tommaso und Giorgio Gaslini. Mit Gaslinis Sextett machte er auch 1977 seine erste Aufnahme. 1983 folgte eine Aufnahme mit einem Quintett, geleitet von ihm und Gianluigi Trovesi („Roccellanea“, mit Paolo Fresu). Damiani arbeitete auch mit Albert Mangelsdorff („Capriccio a Milano“ 1988 mit Trilok Gurtu, Reijseger), Charlie Mariano („Silenzi Osceni“ 1987 mit Palle Mikkelborg, Tony Oxley), Anouar Brahem, Miroslav Vitouš, Kenny Wheeler, Cecil Taylor (Italian Instabile Orchestra 2004), John Surman, Louis Sclavis, Enrico Rava, François Jeanneau.
Seit 1983 unterrichtet er Jazz am Konservatorium in L’Aquila. Seit 1982 leitet er das Jazzfestival „Rumori Mediterranei“ in Roccella Jonica. 2000 bis 2002 war er erster ausländischer Leiter des französischen Orchestre National de Jazz („Charmediterranéen“, ECM 2002) und seit 1988 mit Armand Meignan Leiter des französisch-italienischen Jazzfestivals „Una striscia di terra teconda“, das im Frühjahr in Le Mans und Rom stattfindet.
Er spielt regelmäßig im „Italian Instabile Orchestra“ und leitet das Quintett „Mediana“, dass das alte sardische Instrument Launeddas verwendet. Außerdem spielt er mit eigenem Sextett, dem der Posaunist Gianluca Petrella, die Sängerin Diana Torto, der Saxophonist und Klarinettist Achille Succo, der Schlagzeuger Robert Dani und der Perkussionist Fulvio Maras angehören („Ladybird“).
Er komponiert auch Ballettmusik in Zusammenarbeit mit dem Schriftsteller Stefano Benni (zum Beispiel „Lolita“ nach Nabokov) und Musik für Theater, zum Beispiel in Zusammenarbeit mit Ivano Marescotti.
Ab 1996 war er Präsident der AMJ (Associazione Nazionale Musicisti Jazz).
2002 erhielt er den Django d’Or (Italien).